# Raúl Urra
Raúl Osvaldo Urra da Forno (Santiago del Cile, 3 luglio 1930 – luglio 2014) è stato un cestista cileno.

## Carriera
Con il Cile ha disputato i Giochi olimpici di Melbourne 1956 e i Campionati del mondo del 1954.